# 이욱 (1558년)
이욱(李郁, 1558년 9월 26일 ~ 1619년 7월 19일)는 조선 중기의 왕족 출신 문신으로, 본관은 전주(全州). 자(字)는 질부(質夫), 호는 팔계(八戒)이다. 세종대왕의 아들 광평대군 이여의 6대손이다. 남명 조식(南冥 曺植), 우계 성혼(尤溪 成渾)의 문인이다.
임진왜란 당시 분호조(分戶曹)좌랑이 되어 가산(嘉山)의 군량 운송과 보급을 주관하였고, 곧 가산군수를 역임하였다. 광해군 집권 초에는 선혜청의 낭청이 되어 대동법의 실무를 맡아보았다. 인순왕후, 심의겸, 심충겸 등은 그의 외사촌 형제들이다. 아들 이후원(李厚源)이 1623년의 인조반정에 참여한 공로로 증 의정부영의정 완산부원군에 추증되었다.

## 생애

### 생애 초반
광평대군의 6대손으로 5대조는 영순군 이부, 고조부는 청안군 이영, 증조부는 정안부정 이천수(定安副正 李千壽)이다. 할아버지는 백천군수(白川郡守) 증 이판(贈吏判) 이한(李漢)이다. 아버지는 아산현감(牙山縣監)으로 후일 증좌찬성(贈左贊成)에 추증된 이인건(李仁健)이며, 어머니는 청송심씨(靑松沈氏)로 의정부영의정 심연원(沈連源)의 딸이다. 청릉부원군 심강은 외삼촌이고, 인순왕후는 외사촌누나가 된다.
서인의 초대 당수 심의겸과 그의 동생 심충겸 등은 그의 외사촌 형들이 된다.
6세에 아버지를 여의고 홀어머니 청송심씨 슬하에서 성장하였다. 남명 조식(南冥 曺植)의 문하에서 글과 성리학을 배웠다. 16세에 할머니상을, 17세에 어머니 상을 당했는데 상제(喪制)를 집행함에 있어 예에 지나치게 하다가 병을 앓게 된 후, 병이 만성화되었다. 이때부터는 관직을 단념하고 과거공부를 하지 않았다. 나중에는 우계 성혼의 문하를 찾아가 성리학을 수학하였다.

### 관직 생활
1588년(선조 21년) 천거로 관직에 올라 봉선전참봉(奉先殿參奉)이 되었고, 돈녕부참봉으로 전직하였다. 1589년(선조 22년) 종계변무가 성사되자 광국원종훈(光國原從勳)에 책록되었다. 이때 남쪽에서 일본이 명나라를 정벌한다는 소문이 확산되면서 나라가 장차 어지럽게 될 것이라 예상하여, 홍서봉(洪瑞鳳)과 함께 비상을 대비한 피난계책을 도모하였다. 1592년(선조 25년) 임진왜란 때 경상도에 있다가 동은 이의건(峒隱 李義健)과 함께 함경도로 들어갔다가 함경도 백성들이 일본군과 내통하면서 사대부들과, 의병을 모집하러 온 왕자들을 포박하여 일본군에게 넘겼다. 이때 그는 성의로 사람들을 감동시켰기 때문에 미움을 사지 않고 위기를 모면했다.
이듬해 분호조(分戶曹)좌랑이 되어 가산(嘉山)의 군량 운송과 보급을 관할하였다. 이때 군량이 끊기지 않고 잘 조달시켜서 명나라 장병들의 환심을 얻었다. 이때 쓰고 남은 재물을 굶주린 백성들에게 지급하니 가산군 백성들이 그를 따랐다. 이때 얻은 인망으로 후일 가산군수가 다른 곳으로 가게 되자, 백성들이 그를 군수로 삼아줄 것을 조정에 청원하기도 했다. 가산은 큰길에 위치해 있어 사람이 오고가는 요충지라서 사무가 매우 번잡하고 많았으나 잘 다스렸다. 임기가 만료되어 돌아갈 때 가산 백성들이 쇠고기와 술을 준비하여 전송연을 베풀어주고 백 리쯤 되는 곳까지 따라 나와 울면서 작별하였으며, 서로 다투어 인부(人夫)를 내어 보내주었다 한다.
전란이 어느정도 소강상태에 접어들자, 그는 한성부에 살기 싫어하여 강원도 양구현(楊口縣)으로 들어가 조그마한 집을 짓고 들어가 농사를 손수 지으면서, 거친 음식을 먹으면서 생활하였다. 1598년 일본군이 물러가자 비로소 선롱(先隴) 아래로 돌아왔다.
함흥부통판(咸興府通判)을 거쳐 1600년(선조 32년) 금화서별제에 임명되었으나, 사양하고 취임하지 않았으며, 1601년 장원서별제에 임명되고 얼마 뒤 훈련도감낭관에 임명되어, 장원서별제로 훈련도감낭관을 겸임하였다. 1602년 군자감 직장에 승진되었다가 뒤에 중부 주부(中部主簿), 사헌부감찰을 거쳐, 1604년 안음현감(安陰縣監)으로 부임하였다. 이때 삼촌 이의건이 나이가 많고 자식이 없음을 들어 숙부를 부양해야 되어 차마 곁을 떠날 수 없다하여 사직시켜주기를 청하여 승낙받았다. 그후 사복시주부에 임명되어 조정의 말(馬) 업무를 관장하였다. 1606년 이조의 천거로 다시 함흥부 통판이 되었다.

### 생애 후반
1607년(선조 40년) 북쪽의 오랑캐들이 침략하려 하자 북방을 순찰하면서 군사, 군량, 말 등을 준비하여 교전을 준비하였다. 늙은 삼촌을 부양하기 위해 사직하고 돌아왔다. 1608년(광해군 즉위년)에 대동법 실시를 위하여 이원익(李元翼)이 선혜청(宣惠廳)이 설치되자 이원익의 추천으로 실무를 담당하는 낭관이 되었고, 1609년(광해군 1년) 토산 현감(兎山縣監)으로 나갔다가 그 해 다시 돌아와 선혜청 낭청이 되었다. 1610년 봉산군수가 되었다가 1611년 사직하고 돌아왔다.
1613년 이후 문을 닫고 손님을 거절하고 경기도 광주(廣州)의 선영 아래에 은거하며 다시는 한성부로 올라가지 않았다. 만년에 병이 위독해지자 약을 올렸으나 거부하면서 '나는 곧 죽을 것인데, 구구한 탕제(湯劑)로 효험을 보기를 도모하는 것은 장부의 일이 아니다. 더구나 하늘의 뜻과 사람의 일이 이와 같은데, 굳이 산들 무엇하겠느냐" 하였다. 그때 마침 집안의 기일이 다가오자 그가 직접 몸소 제구(祭具)를 검열하였는데, 숨쉬기가 매우 힘들었는데도 게을리 하지 않았다. 미리 편지를 써서 친구들에게 작별을 고하였고, 여러 자부(子婦)들을 불러놓고서 조상의 제사를 공경히 받들 것과 동기간에 우애있게 지낼 것을 당부하였다. 1619년 7월 병으로 사망하였다.

### 사후
묘비는 이조판서 홍서봉이 찬하였고, 신도비문은 영의정 신흠(申欽)이 지었다.
사후 본인의 광국원종공신 공훈으로 증 통정대부 승정원 승지에 추증되었다가 뒷날 아들 이후원(李厚源)이 1623년의 인조반정에 참여한 공로로 증 순충보조공신(贈純忠補祚功臣)과 증 대광보국숭록대부 의정부영의정으로 추증되고, 완산부원군(完山府院君)에 추봉되었다. 진주의 충민사(忠愍祠)에 제향되었다.

## 가족 관계
- 부인 : 장수황씨(長水黃氏, 1558년 4월 22일 ~ 1616년 10월 1일), 황정욱(黃廷彧)의 딸

## 같이 보기
- 광평대군
- 이후원
- 이후재
- 조식
- 성혼